# Badr Shākir al-Sayyāb
Badr Shākir al-Sayyāb (in arabo بدر شاكر السياب‎?; Jaykur, 24 dicembre 1926 – Al Kuwait, 1964) è stato un poeta iracheno.
Poeta arabo iracheno, nacque a Jaykūr, un villaggio a sud-est di Bassora, in Iraq.
Primogenito di un coltivatore di datteri e allevatore di ovini, si diplomò nella scuola per la formazione di insegnanti di scuole superiori di Baghdad nel 1948. Badr Shakir fu allontanato dal suo posto in quanto membro del Partito Comunista Iracheno.

## Biografia
Badr Shākir al-Sayyāb è considerato uno dei maggiori esponenti della poesia araba contemporanea anche per la sua innovatrice opera nella cosiddetta "poesia a versi liberi" che ruppe col passato tradizionale della poesia araba classica, strettamente legata alla metrica araba e ai suoi piedi.
Alla fine degli anni 1940 inaugurò con Nazik al-Mala'ika, seguiti poco dopo da Abd al-Wahhab al-Bayati e Shathel Taqa, il movimento detto "a verso libero", aprendo nuovi spazi alla poesia araba contemporanea e dando credibilità a numerosi suoi poemi pubblicati negli anni 1950. Tra essi si possono ricordare la famosa "Canzone della pioggia", funzionale a richiamare l'attenzione del pubblico e dei critici sull'uso del mito nella poesia.

Rivoluzionò tutti gli elementi della poesia e, tra i suoi tanti poemi, scrisse un tipo di poesia fortemente orientata politicamente e socialmente. Il poeta palestinese Mahmoud Darwish restò notevolmente impressionato e influenzato dalla poesia di Badr Shākir al-Sayyāb.
La pubblicazione del suo terzo volume, La canzone della pioggia del 1960, costituì uno degli eventi più significativi della poesia araba contemporanea.
Egli cominciò la sua carriera di artista come marxista, ma riconfluì abbastanza presto nella corrente del nazionalismo arabo senza però diventarne mai un sostenitore fanatico. Quando era all'incirca trentenne, fu afflitto da una malattia nervosa degenerativa e finì col morire in povertà nell'ospedale americano di Madinat al-Kuwait. Produsse sette raccolte di poemi e compì numerose traduzioni, incluse le poesie di Louis Aragon, Nazım Hikmet e Edith Sitwell che, con T. S. Eliot, esercitò una profonda influenza su di lui.
Badr si recò nel Regno Unito per la prima volta nell'autunno del 1962, in un momento in cui la sua salute stava deteriorandosi. Frequentò la Durham University per le tecniche traduttorie..

## Poemi
- Fiori appassiti (أزهار ذابلة, 1947)
- Uragani (أعاصير, 1948)
- Fiori e miti (أزهار وأساطير, 1950)
- L'alba della pace (فجر السلام, 1951)
- Lo scavatore di tombe (Poema lungo) (حفار القبور, 1952)
- La prostituta cieca (المومس العمياء, 1954)
- Le armi e i bambini (الأسلحة والأطفال, 1955)
- La ballata della pioggia (انشودة المطر, 1960)
- Il tempio annegato (1962, المعبد الغريق)
- Casa Alaguenan? (1963)
- Shanāshīl, la figlia di al-Chalabī (1964, شناشيل ابنة الجلبي)